# ルーク・ボイト
ルイス・リンウッド・ボイト3世（Louis Linwood Voit III, 1991年2月13日 - ）は、アメリカ合衆国ミズーリ州セントルイス郡ワイルドウッド出身のプロ野球選手（一塁手）。右投右打。東北楽天ゴールデンイーグルス所属。愛称はミート、ルイ・ヴィー。

## 経歴

### プロ入り前
2009年のMLBドラフト32巡目（全体962位）でカンザスシティ・ロイヤルズから指名されたが契約せず、ミズーリ州立大学に進学した。

### プロ入りとカージナルス時代
2013年のMLBドラフト22巡目（全体665位）でセントルイス・カージナルスから指名され、プロ入り。契約後、傘下のA-級ステート・カレッジ・スパイクスで捕手としてプロデビューした。

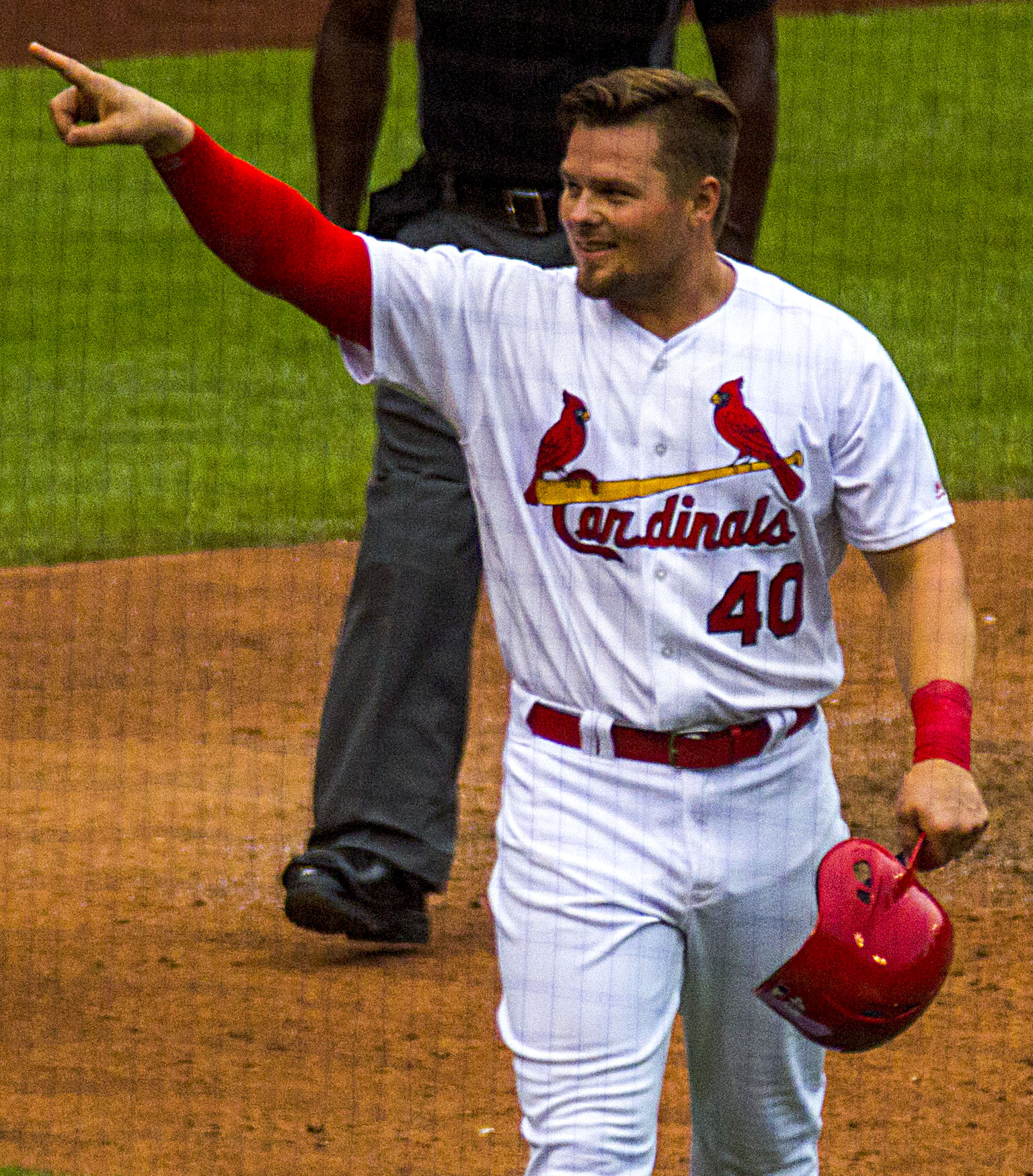
セントルイス・カージナルス時代
(2017年6月26日)

一塁手に転向した2014年と2015年はA+級パームビーチ・カージナルスに所属した。
2016年はAA級スプリングフィールド・カージナルスでプレーし、134試合に出場して打率.297、19本塁打、74打点を記録した。
2017年はAAA級メンフィス・レッドバーズで開幕を迎えた。6月25日にメジャー契約を結んでアクティブ・ロースター入りすると、同日のピッツバーグ・パイレーツ戦でメジャーデビュー。7回裏に代打で登場し、ヤン・マリーネスから死球を受けた。この年メジャーでは62試合に出場して打率.246、4本塁打、18打点を記録した。

### ヤンキース時代
2018年7月27日にチェイスン・シュリーブ、ジオバニー・ガジェゴスとのトレードで、インターナショナル・ボーナス・プール（海外選手契約金枠）と共にニューヨーク・ヤンキースへ移籍した。AAA級スクラントン・ウィルクスバリ・レイルライダースに割り当てられ、8月2日にメジャーに昇格したが、8月13日に再び降格した。8月21日にディディ・グレゴリウスが故障者リストに入ったため、メジャーに昇格した。グレッグ・バードから正一塁手を引き継ぎ、9月20日にはヤンキースで打った本塁打が10本を超えた。これは2018年のヤンキースの選手の中で12人目であり、チーム記録を更新した。10月1日には、1週間で打率.458、3本塁打、8打点を残し、アメリカンリーグのプレイヤー・オブ・ザ・ウィークに選ばれた。ヤンキースへ移籍後は39試合に出場して打率.333、14本塁打、33打点、OPS1.095を記録した。14本塁打という記録は期間を限って測ると、15本塁打を打ったクリスチャン・イエリッチに次ぐ記録である。

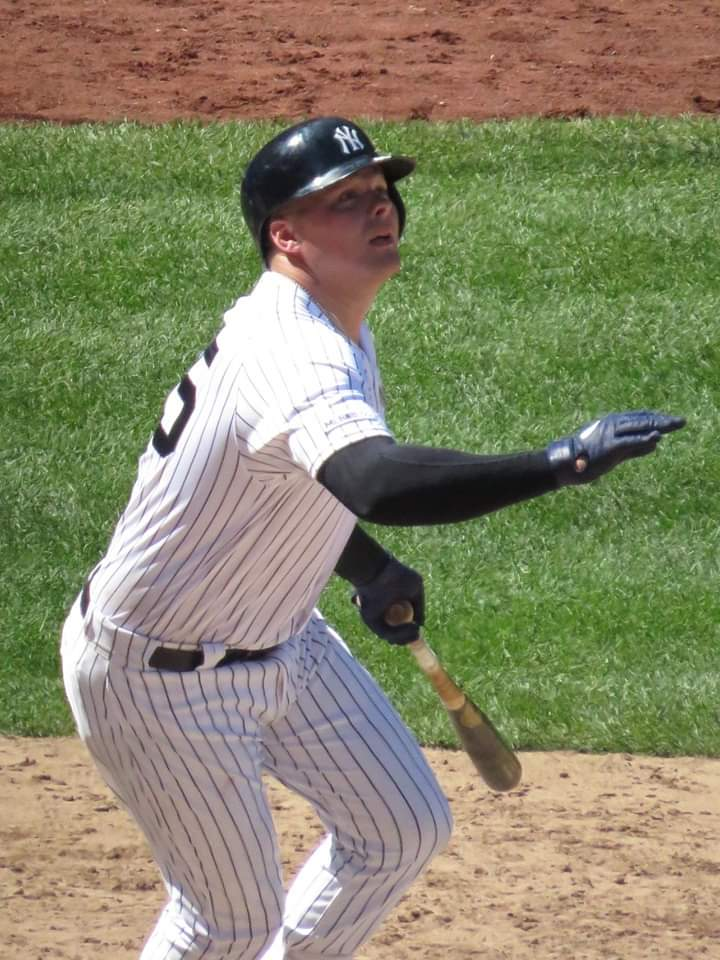
ニューヨーク・ヤンキース時代
(2019年7月13日)

ポストシーズンでは、2018年のアメリカンリーグワイルドカードゲームに一塁手として先発出場し、6回にブレイク・トレイネンから2点適時打となる自身初の三塁打を打ち、チームも5-0で勝利した。

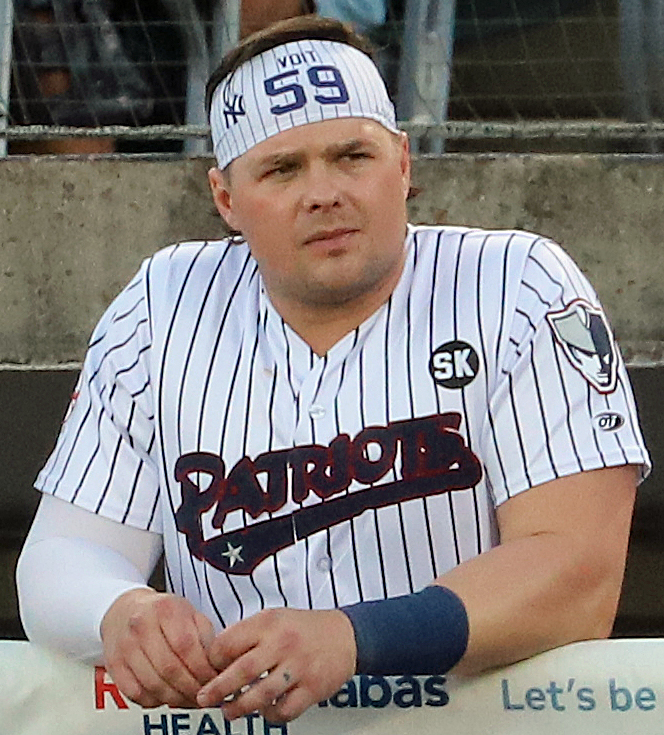
AA級サマセット・ペイトリオッツ時代
（2021年6月16日）

2019年3月28日の開幕戦では第1打席に本塁打を放ち、このシーズンにおけるチーム1号本塁打を記録した。7月31日にスポーツヘルニアで故障者リスト入りしたが、手術は回避し、8月30日のオークランド・アスレチックス戦で復帰した。シーズン通算では118試合出場で打率.263、21本塁打、62打点を記録した。
2020年は新型コロナウイルスの影響で60試合の短縮シーズンとなったが、前年の半分以下の56試合の出場で前年を上回る22本塁打を記録し、自身初のタイトルとなるアメリカンリーグの本塁打王を受賞した。
2021年は開幕を故障者リストで迎えた。5月11日のレイズ戦でシーズン初出場した。

### パドレス時代
2022年3月18日にジャスティン・ラングとのトレードで、サンディエゴ・パドレスへ移籍した。

### ナショナルズ時代
2022年8月2日にフアン・ソト、ジョシュ・ベルとのトレードで、CJ・エイブラムス、マッケンジー・ゴア、ロバート・ハッセル3世、ジェームズ・ウッド、ハーリン・スサナと共にワシントン・ナショナルズへ移籍した。オフの11月18日にノンテンダーFAとなった。

### ブルワーズ時代
2023年2月21日にミルウォーキー・ブルワーズとマイナー契約を結び、スプリングトレーニングに招待選手として参加することになった。3月27日にメジャー契約を結んだ。しかし、22試合の出場で打率.221、4打点に終わり、6月2日に自由契約となった。

### メッツ傘下時代
2023年6月11日にニューヨーク・メッツとマイナー契約を結んだが、8月3日に自由契約となった。

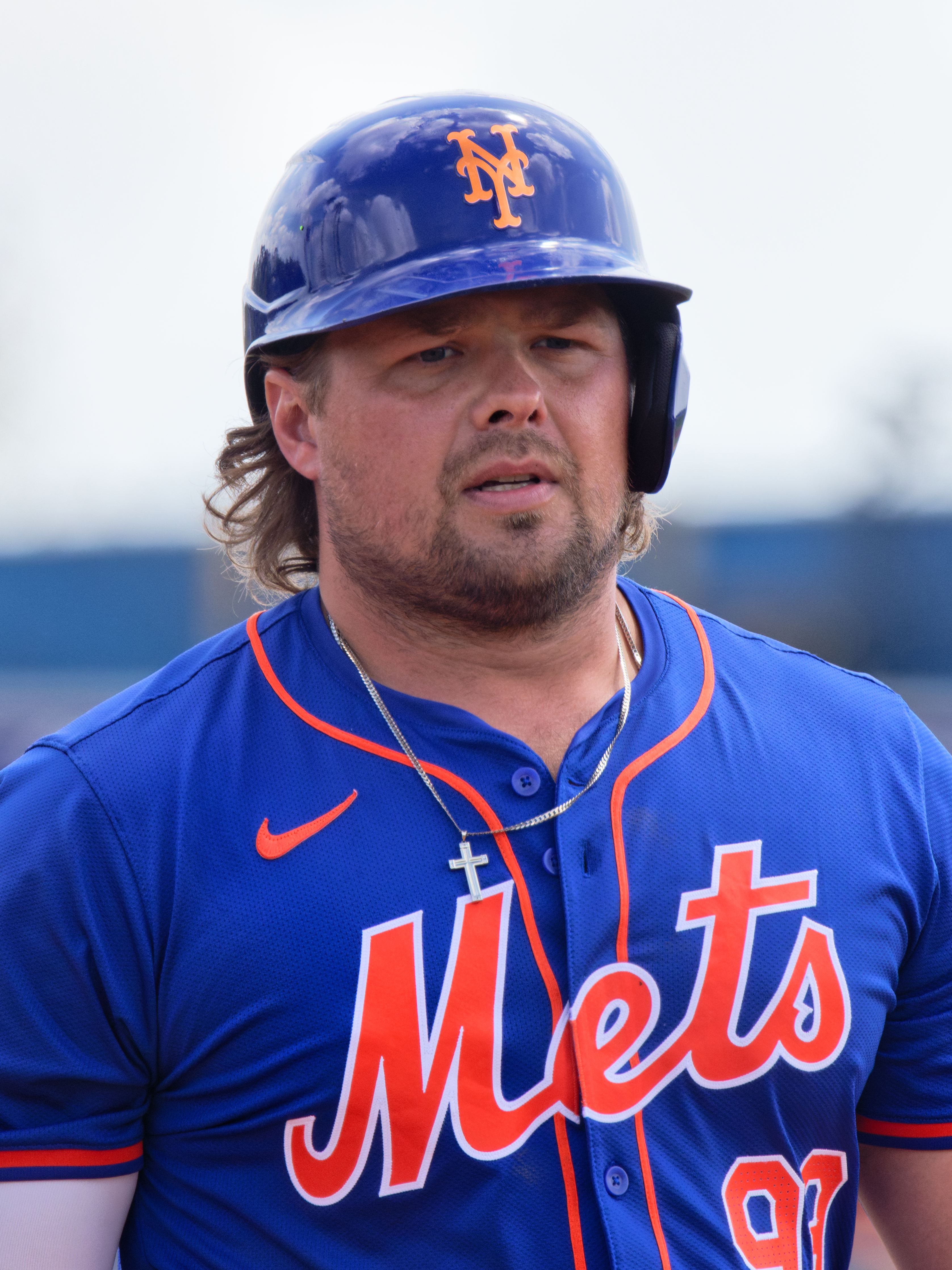
ニューヨーク・メッツ時代
(2024年3月16日)

2024年2月20日に再びメッツとマイナー契約を結んだ。しかし昇格することはなく、3月に自由契約となった。

### メキシカンリーグ時代
2024年4月28日にメキシカンリーグのタバスコ・オルメクスと契約した。81試合に出場し、打率.270、23本塁打（リーグ5位）、57打点を記録した。また、安樂智大やトレバー・バウアーなどとともにオールスターにも選出された。
2025年4月19日に同リーグのキンタナロー・タイガースと契約した。36試合に出場し、打率.324、11本塁打（5月末時点でリーグ4位）、25打点を記録した。

### 楽天時代
2025年6月10日に東北楽天ゴールデンイーグルスが獲得を発表した。24日に正式に支配下登録され、背番号は9となった。同年までの契約で、推定年俸は約5000万円。
二軍調整を経て、7月2日に一軍昇格すると、同日の千葉ロッテマリーンズ戦にて「6番・指名打者」として先発出場。その試合で来日初安打を記録したものの走塁死するという珍事もあったが、来日初本塁打も同日記録した。

## 選手としての特徴・人物
恵まれた体格から広角に長打が打てるパワーヒッター。
同じ高校に通っていたヴィクトリア・リグマンと2017年10月に婚約し、2018年12月に結婚した。2021年に娘が、2023年に息子が誕生した。
弟のジョンは、アーミー・ブラックナイツのフットボールチームでディフェンシブ・タックルとしてプレーしていた。

## 詳細情報

### 年度別打撃成績
| 年 度    | 球 団    | 試 合 | 打 席 | 打 数 | 得 点 | 安 打 | 二 塁 打 | 三 塁 打 | 本 塁 打 | 塁 打 | 打 点 | 盗 塁 | 盗 塁 死 | 犠 打 | 犠 飛 | 四 球 | 敬 遠 | 死 球 | 三 振 | 併 殺 打 | 打 率 | 出 塁 率 | 長 打 率 | O P S |
| -------- | -------- | ----- | ----- | ----- | ----- | ----- | -------- | -------- | -------- | ----- | ----- | ----- | -------- | ----- | ----- | ----- | ----- | ----- | ----- | -------- | ----- | -------- | -------- | ----- |
| 2017     | STL      | 62    | 124   | 114   | 18    | 28    | 9        | 0        | 4        | 49    | 18    | 0     | 0        | 0     | 0     | 7     | 0     | 3     | 31    | 4        | .246  | .306     | .430     | .736  |
| 2018     | STL      | 8     | 13    | 11    | 2     | 2     | 0        | 0        | 1        | 5     | 3     | 0     | 0        | 0     | 0     | 2     | 0     | 0     | 4     | 0        | .182  | .308     | .455     | .762  |
| 2018     | NYY      | 39    | 148   | 132   | 28    | 44    | 5        | 0        | 14       | 91    | 33    | 0     | 0        | 0     | 0     | 15    | 0     | 1     | 39    | 3        | .333  | .405     | .689     | 1.095 |
| '18計    | NYY      | 47    | 161   | 143   | 30    | 46    | 5        | 0        | 15       | 96    | 36    | 0     | 0        | 0     | 0     | 17    | 0     | 1     | 43    | 3        | .322  | .398     | .671     | 1.069 |
| 2019     | NYY      | 118   | 510   | 429   | 72    | 113   | 21       | 1        | 21       | 199   | 62    | 0     | 0        | 0     | 1     | 71    | 2     | 9     | 142   | 12       | .263  | .378     | .464     | .842  |
| 2020     | NYY      | 56    | 234   | 213   | 41    | 59    | 5        | 0        | 22       | 130   | 52    | 0     | 0        | 0     | 1     | 17    | 0     | 3     | 54    | 4        | .277  | .338     | .610     | .948  |
| 2021     | NYY      | 68    | 241   | 213   | 26    | 51    | 7        | 1        | 11       | 93    | 35    | 0     | 0        | 0     | 0     | 21    | 0     | 7     | 74    | 12       | .239  | .328     | .437     | .764  |
| 2022     | SD       | 82    | 344   | 298   | 38    | 67    | 18       | 0        | 13       | 124   | 48    | 1     | 1        | 0     | 4     | 39    | 1     | 3     | 110   | 5        | .225  | .317     | .416     | .733  |
| 2022     | WSH      | 53    | 224   | 202   | 17    | 46    | 4        | 0        | 9        | 77    | 21    | 0     | 0        | 0     | 2     | 16    | 0     | 4     | 69    | 4        | .228  | .295     | .381     | .676  |
| '22計    | WSH      | 135   | 568   | 500   | 55    | 113   | 22       | 0        | 22       | 201   | 69    | 1     | 1        | 0     | 6     | 55    | 1     | 7     | 179   | 9        | .226  | .308     | .402     | .710  |
| 2023     | MIL      | 22    | 74    | 68    | 5     | 15    | 3        | 0        | 0        | 18    | 4     | 2     | 0        | 0     | 0     | 4     | 0     | 2     | 27    | 3        | .221  | .284     | .265     | .548  |
| MLB：7年 | MLB：7年 | 508   | 1912  | 1680  | 247   | 425   | 72       | 2        | 95       | 786   | 276   | 3     | 1        | 0     | 8     | 192   | 3     | 32    | 550   | 47       | .253  | .339     | .468     | .807  |

- 2023年度シーズン終了時
- 各年度の太字はリーグ最多

### 年度別守備成績
| 年 度 | 球 団 | 一塁（1B） | 一塁（1B） | 一塁（1B） | 一塁（1B） | 一塁（1B） | 一塁（1B） | 右翼（RF） | 右翼（RF） | 右翼（RF） | 右翼（RF） | 右翼（RF） | 右翼（RF） |
| 年 度 | 球 団 | 試 合      | 刺 殺      | 補 殺      | 失 策      | 併 殺      | 守 備 率   | 試 合      | 刺 殺      | 補 殺      | 失 策      | 併 殺      | 守 備 率   |
| ----- | ----- | ---------- | ---------- | ---------- | ---------- | ---------- | ---------- | ---------- | ---------- | ---------- | ---------- | ---------- | ---------- |
| 2017  | STL   | 31         | 154        | 15         | 0          | 15         | 1.000      | -          | -          | -          | -          | -          | -          |
| 2018  | STL   | 3          | 15         | 4          | 0          | 1          | 1.000      | -          | -          | -          | -          | -          | -          |
| 2018  | NYY   | 32         | 219        | 11         | 2          | 16         | .991       | 1          | 0          | 0          | 0          | 0          | ----       |
| '18計 | NYY   | 35         | 234        | 15         | 2          | 17         | .992       | 1          | 0          | 0          | 0          | 0          | ----       |
| 2019  | NYY   | 83         | 575        | 28         | 7          | 60         | .989       | -          | -          | -          | -          | -          | -          |
| 2020  | NYY   | 48         | 308        | 20         | 3          | 23         | .991       | -          | -          | -          | -          | -          | -          |
| 2021  | NYY   | 42         | 277        | 15         | 5          | 21         | .983       | -          | -          | -          | -          | -          | -          |
| 2022  | SD    | 11         | 84         | 9          | 3          | 8          | .969       | -          | -          | -          | -          | -          | -          |
| 2022  | WSH   | 26         | 177        | 8          | 2          | 17         | .989       | -          | -          | -          | -          | -          | -          |
| '22計 | WSH   | 37         | 261        | 17         | 5          | 25         | .982       | -          | -          | -          | -          | -          | -          |
| 2023  | MIL   | 11         | 85         | 12         | 0          | 7          | 1.000      | -          | -          | -          | -          | -          | -          |
| MLB   | MLB   | 287        | 1894       | 122        | 22         | 168        | .989       | 1          | 0          | 0          | 0          | 0          | ----       |

- 2023年度シーズン終了時

### タイトル
MLB
- 本塁打王：1回（2020年）

### 表彰
MLB
- プレイヤー・オブ・ザ・ウィーク：2回（2018年9月24日 - 30日、2019年4月22日 - 28日）

### 記録

#### NPB
初記録
- 初出場・初先発出場：2025年7月2日、対千葉ロッテマリーンズ13回戦（楽天モバイルパーク宮城）、「6番・指名打者」で先発出場[40]
- 初打席：同上、2回裏に木村優人から空振り三振[41]
- 初安打：同上、5回裏に木村優人から左越安打[41]
- 初打点・初本塁打：同上、7回裏に木村優人から左越2ラン本塁打[41]

### 背番号
- 40（2017年 - 2018年途）
- 45（2018年途 - 2019年、2022年 - 同年途中、2023年 - 2025年途）
- 59（2020年 - 2021年）
- 34（2022年途 - 同年終了）
- 9（2025年6月24日[38] - ）